# ROH World Television Championship
Die ROH World Television Championship ist ein Wrestlingtitel für Einzelwrestler von Ring of Honor (ROH). Wie im Wrestling allgemein üblich erfolgt die Vergabe nach einer zuvor bestimmten Storyline.

## Geschichte
Der Titel wurde eingeführt, um die 2006 durch die Abschaffung der ROH Pure Championship entstandene Titel-Lücke im Midcard-Bereich von ROH zu füllen.
Um den Titel einzuführen, sollte zunächst ein Turnier am 5. und 6. Februar 2010 aufgezeichnet werden. Jedoch verhinderte ein Blizzard den zweiten Termin, so dass die finale Runde erst am 5. März 2010 aufgezeichnet wurde. Am Turnier nahmen acht Teilnehmer teil: Kevin Steen, Kenny King, Colt Cabana, Davey Richards, Delirious, Eddie Edwards, El Generico und Rhett Titus. Das Finale fand am 5. März statt. Eddie Edwards besiegte Davey Richards und wurde damit erster ROH World Television Champion
| Erste Runde | Erste Runde    | Erste Runde    |                |       | Halbfinale | Halbfinale | Halbfinale |  |  | Finale | Finale | Finale |
|             |                |                |                |       |            |            |            |  |  |        |        |        |
|             | Kevin Steen    | Pin            |                |       |            |            |            |  |  |        |        |        |
|             | Rhett Titus    |                |                |       |            |            |            |  |  |        |        |        |
|             | Kevin Steen    |                |                |       |            |            |            |  |  |        |        |        |
|             |                |                |                |       |            |            |            |  |  |        |        |        |
|             |                | Eddie Edwards  | Pin            |       |            |            |            |  |  |        |        |        |
|             | Colt Cabana    | Eddie Edwards  | Pin            | 10:00 |            |            |            |  |  |        |        |        |
|             |                |                |                | 10:00 |            |            |            |  |  |        |        |        |
|             | Eddie Edwards  | Pin            |                |       |            |            |            |  |  |        |        |        |
|             | Eddie Edwards  | Pin            | Eddie Edwards  | Sub   |            |            |            |  |  |        |        |        |
|             |                |                |                | Sub   |            |            |            |  |  |        |        |        |
|             |                | Davey Richards | 20:02          |       |            |            |            |  |  |        |        |        |
|             | Delirious      | Davey Richards | 20:02          | 13:30 |            |            |            |  |  |        |        |        |
|             |                |                |                | 13:30 |            |            |            |  |  |        |        |        |
|             | Davey Richards | Pin            |                |       |            |            |            |  |  |        |        |        |
|             | Davey Richards | Pin            | Davey Richards | Pin   |            |            |            |  |  |        |        |        |
|             |                |                | Davey Richards | Pin   |            |            |            |  |  |        |        |        |
|             |                | Kenny King     |                |       |            |            |            |  |  |        |        |        |
|             | El Generico    |                |                |       |            |            |            |  |  |        |        |        |
|             |                |                |                |       |            |            |            |  |  |        |        |        |
|             | Kenny King     | Pin            |                |       |            |            |            |  |  |        |        |        |

Zwischen März und Juni 2011 war der Television-Titel inaktiv, da Ring of Honor seinen Fernsehdeal mit HDNet verlor. Als sie dann bei der Sinclair Broadcasting Group unterkamen und eine neue Fernsehshow etabliert wurde, wurde auch der Titel wieder aktiviert.

## Aktueller Titelträger
Der aktuelle ROH World Television Champion ist Samoa Joe seiner ersten Regentschaft. Er besiegte den vorherigen Titelträger Minoru Suzuki bei einer AEW-Dynamite-Veranstaltung am 13. April 2022. Es handelte sich um den Mainevent der AEW-Sendung. Samoa Joe hatte erst am 6. Januar 2022 WWE verlassen und trat erst eine Woche später erstmals für AEW an.

## Aussehen
Der Titel wurde am 5. März 2010 eingeführt, als er Eddie Edwards verliehen wurde. Der Gürtel wurde von All Star Championship Belts entworfen. Er besteht aus einem schwarzen Gurt mit vier kleinen Silberplatten und einer großen Silberplatte in der Mitte. Die Silberplatten haben einen blauen Hintergrund. Die äußeren Platten zeigen eine Zeichnung von einem Kameramann, die beiden inneren eine Landkarte der Erde. Das Ring-of-Honor-Logo befindet sich auf jeder Platte. Auf der großen Platte stehen die Worte „World Television Wrestling Champion“ unter dem ROH-Logo. Als Bild wurde eine Erde mit einem Fernsehsatelliten gewählt.
Das Design wurde unter der Regentschaft von Adam Cole im November 2012 zu seinem heutigen Design geändert. So wurde das Blau entfernt und statt des vorherigen Frontaufrduck das ROH-Logo in den Mittelpunkt gestellt. Als Jay Lethal den Titel erhielt, ließ er das Design abändern, so dass die Worte ROH Champion deutlicher hervorgehoben waren. Dabei handelte es sich um eine Storyline, in der er behauptete, der Titel wäre wichtiger als die ROH World Championship. Jay Lethal hielt den Titel 567 Tage, zeitweise zusammen mit dem World Title.

## Liste der Titelträger
| #  | Champion            | Datum              | Ort                                            | Veranstaltung                     | Tage | Nr. | Bemerkung |
| -- | ------------------- | ------------------ | ---------------------------------------------- | --------------------------------- | ---- | --- | --- |
| 01 | Eddie Edwards       | 05. März 2010      | Pittsburgh, Pennsylvania                       | ROH on HDNet                      | 280  | 1   | Gewann ein Acht-Mann-Turnier um den neu geschaffenen Titel. |
| 02 | Christopher Daniels | 10. Dezember 2010  | Louisville, Kentucky                           | ROH on HDNet                      | 198  | 1   | |
| 03 | El Generico         | 26. Juni 2011      | New York City, New York                        | ROH Best in the World 2011        | 048  | 1   | |
| 04 | Jay Lethal          | 13. August 2011    | Chicago, Illinois                              | ROH on SBG                        | 231  | 1   | |
| 05 | Roderick Strong     | 31. März 2012      | Fort Lauderdale, Florida                       | ROH Showdown in the Sun           | 090  | 1   | |
| 06 | Adam Cole           | 29. Juni 2012      | Baltimore, Maryland                            | ROH on SBG                        | 246  | 1   | |
| 07 | Matt Taven          | 02. März 2013      | Chicago, Illinois                              | ROH 11th Anniversary              | 287  | 1   | |
| 08 | Tommaso Ciampa      | 14. Dezember 2013  | New York City, New York                        | ROH Final Battle 2013             | 111  | 1   | |
| 09 | Jay Lethal          | 04. April 2014     | New Orleans, Louisiana                         | ROH Supercard of Honor VIII       | 567  | 2   | Dies war ein 2-out-of-3-Falls-Match. |
| 10 | Roderick Strong     | 23. Oktober 2015   | Kalamazoo, Michigan                            | ROH on SBG                        | 119  | 2   | |
| 11 | Tomohiro Ishii      | 19. Februar 2016   | Tokio, Japan                                   | ROH/NJPW Honor Rising: Japan 2016 | 079  | 1   | |
| 12 | Bobby Fish          | 08. Mai 2016       | Chicago, Illinois                              | ROH/NJPW Global Wars 2016         | 194  | 1   | |
| 13 | Will Ospreay        | 18. November 2016  | Liverpool, England, Vereinigtes Königreich     | ROH Reach for the Sky Tour 2016   | 002  | 1   | |
| 14 | Marty Scurll        | 20. November 2016  | Bethnal Green, England, Vereinigtes Königreich | ROH Reach for the Sky Tour 2016   | 175  | 1   | |
| 15 | KUSHIDA             | 14. Mai 2017       | Philadelphia, Pennsylvania                     | War of the Worlds 2017            | 131  | 1   | |
| 16 | Kenny King          | 22. September 2017 | Las Vegas, Nevada                              | Death before Dishonor XV          | 84   | 1   | |
| 17 | Silas Young         | 15. Dezember 2017  | New York City, New York                        | Final Battle 2017                 | 57   | 1   | Dies war ein Four-Way Elimination Match, indem auch Punishment Martinez und Shane Taylor involviert waren.                                                                                             |
| 18 | Kenny King          | 10. Februar 2018   | Atlanta, Georgia                               | ROH on SBG                        | 56   | 2   | |
| 19 | Silas Young         | 7. April 2018      | New Orleans, Louisiana                         | Supercard of Honor XII            | 70   | 2   | Dies war ein Last Man standing-Match Match. |
| 20 | Punishment Martinez | 16. Juni 2018      | Dallas, Texas                                  | ROH State of the Art - Day 2      | 105  | 1   | |
| 21 | Jeff Cobb           | 29. September 2018 | Las Vegas, Nevada                              | TV-Tapings                        | 222  | 1   | |
| 22 | Shane Taylor        | 9. Mai 2019        | Toronto, Ontario, Kanada                       | ROH/NJPW War Of The Worlds, Day 2 | 218  | 1   | Gewann ein Four Corner Survival Match gegen Cobb, Brody King und Hiroki Goto. |
| 23 | Dragon Lee          | 13. Dezember 2019  | Baltimore, Maryland                            | Final Battle 2019                 | 469  | 1   | In NJPW trat Dragon Lee als Ryu Lee auf. |
| 24 | Tracy Williams      | 26. März 2021      | Baltimore, Maryland                            | ROH 19th Anniversary Show         | 33   | 1   | Auf Grund der COVID-19-Pandemie in den Vereinigten Staaten und dem dadurch bedingten fünfmonatigen Ausfall wurden einzelne Shows vorproduziert, so dass das Datum des Titelverlusts nicht bekannt ist. |
| 25 | Tony Deppen         | 1. Mai 2021        | Baltimore, Maryland                            | Ring of Honor Wrestling           | 71   | 1   | Auf Grund der COVID-19-Pandemie in den Vereinigten Staaten und dem dadurch bedingten fünfmonatigen Ausfall wurden einzelne Shows vorproduziert, so dass das Datum des Titelgewinns nicht bekannt ist.  |
| 26 | Dragon Lee          | 11. Juli 2021      | Baltimore, Maryland                            | Best of Both Worlds               | 133  | 2   | |
| 27 | Dalton Castle       | 21. November 2021  | Baltimore, Maryland                            | Ring of Honor Wrestling           | 20   | 1   | |
| 28 | Rhett Titus         | 11. Dezember 2021  | Baltimore, Maryland                            | Final Battle                      | 111  | 1   | Besiegte Dalton Castle in einem Four-Corner-Survival-Match, bei dem auch Silas Young und Joe Henry beteiligt waren.                                                                                    |
| 29 | Minoru Suzuki       | 1. April 2021      | Garland, Texas                                 | Supercard of Honor XV             | 12   | 1   | [ 7 ] |
| 30 | Samoa Joe           | 13. April 2022     | New Orleans, Louisiana                         | AEW Dynamite                      | 574  | 1   | [ 8 ] |
| –  | Vakanz              | 8. November 2023   | Portland, Oregon                               | AEW Dynamite                      |      |     | Samoa Joe legte den Titel ab, um sich auf die AEW World Championship zu konzentrieren. |
| 31 | Kyle Fletcher       | 15. Dezember 2023  | Garland, Texas                                 | Final Battle                      | 196  | 1   | Fletcher besiegte Komander, Lee Moriarty, Dalton Castle, Lee Johnson & Bryan Keith in einem Survival of the Fittest Match um den vakanten Titel.                                                       |
| 32 | Atlantis Jr.        | 28. Juni 2024      | Mexiko-Stadt, Mexiko                           | Super Viernes                     | 106  | 1   | Veranstaltung von Consejo Mundial de Lucha Libre. |
| 33 | Brian Cage          | 12. Oktober 2024   | Tacoma, Washington                             | WrestleDream Zero Hour            | 69   | 1   | Veranstaltung von All Elite Wrestling. |
| 34 | Komander            | 20. Dezember 2024  | New York, New York                             | Final Battle                      | 118  | 1   | Gewann den Titel in einem Survival of the Fittest gegen Willie Mack, Mark Davis, AR Fox und Blake Christian.                                                                                           |
| 35 | Nick Wayne          | 17. April 2025     | Boston, Massachusetts                          | Collision: Spring BreakThru       | 87+  | 1   | Veranstaltung von All Elite Wrestling. |

## Titelstatistiken

### Rekorde
| Rekord                  | Rekordhalter                                                 | Einheit            |
| ----------------------- | ------------------------------------------------------------ | ------------------ |
| Meiste Titelgewinne     | Jay Lethal Roderick Strong Kenny King Silas Young Dragon Lee | 002 Mal            |
| Längste Regentschaft    | Samoa Joe                                                    | 574 Tage           |
| Kürzeste Regentschaft   | Will Ospreay                                                 | 002 Tage           |
| Schwerster Titelträger  | Shane Taylor                                                 | 160 Kilogramm      |
| Leichtester Titelträger | Komander                                                     | 73 Kilogramm       |
| Größter Titelträger     | Punishment Martinez                                          | 200 Zentimeter     |
| Kleinster Titelträger   | Marty Scurll Tomohiro Ishii                                  | 170 Zentimeter     |
| Ältester Champion       | Minoru Suzuki                                                | 53 Jahre, 288 Tage |
| Jüngster Champion       | Nick Wayne                                                   | 19 Jahre, 281 Tage |

### Per Wrestler

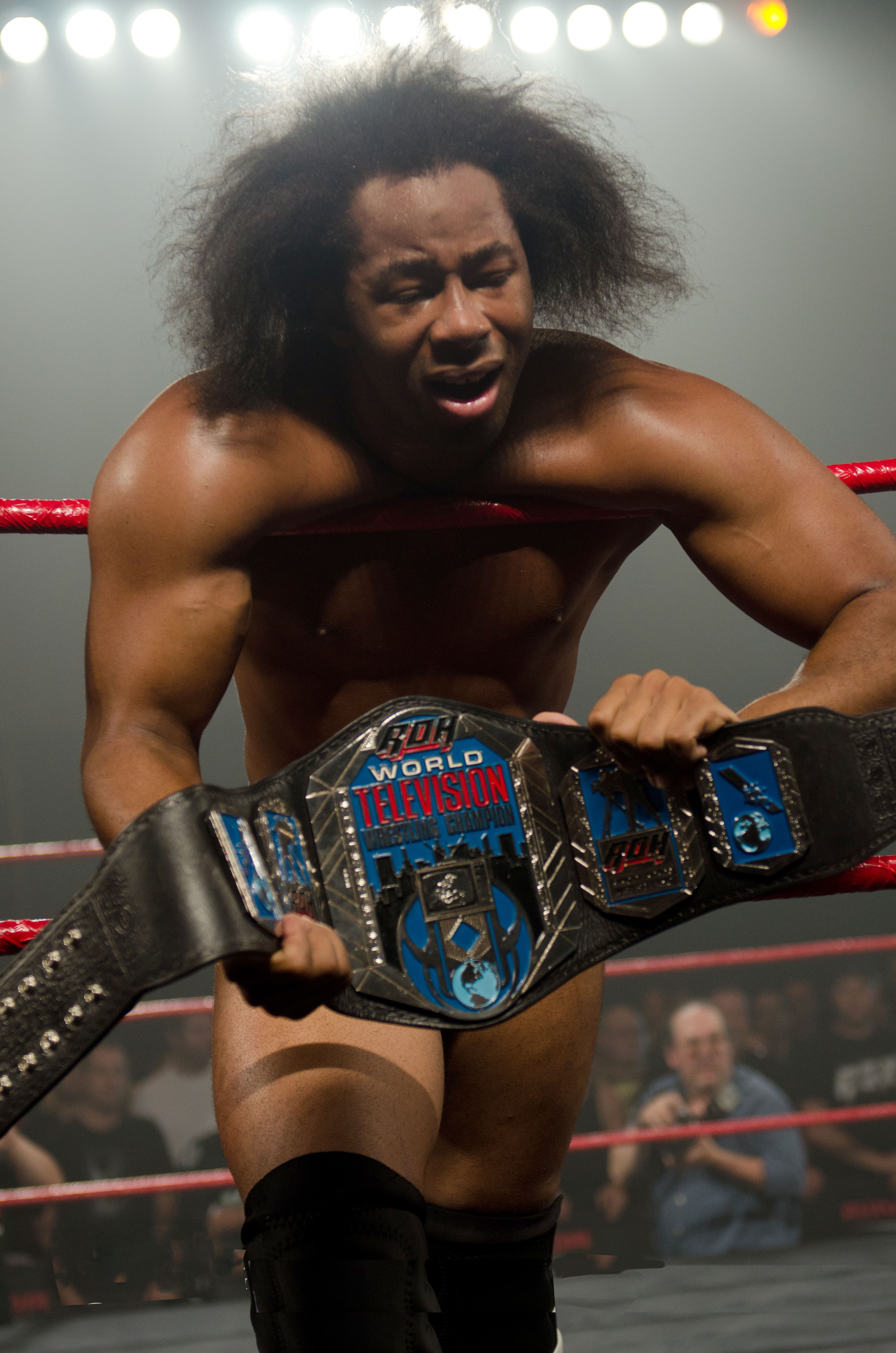
Hielt den Titel am längsten: Jay Lethal

| Rang | Wrestler            | Anzahl | Tage |
| ---- | ------------------- | ------ | ---- |
| 1    | Jay Lethal          | 2      | 798  |
| 2    | Dragon Lee          | 2      | 602  |
| 3    | Samoa Joe           | 1      | 574  |
| 4    | Matt Taven          | 1      | 287  |
| 5    | Eddie Edwards       | 1      | 280  |
| 6    | Adam Cole           | 1      | 246  |
| 7    | Jeff Cobb           | 1      | 222  |
| 8    | Shane Taylor        | 1      | 218  |
| 9    | Roderick Strong     | 2      | 209  |
| 10   | Christopher Daniels | 1      | 198  |
| 11   | Kyle Fletcher       | 1      | 196  |
| 12   | Bobby Fish          | 1      | 194  |
| 13   | Marty Scurll        | 1      | 175  |
| 14   | Kenny King          | 2      | 140  |
| 15   | Kushida             | 1      | 131  |
| 16   | Silas Young         | 2      | 127  |
| 17   | Komander            | 1      | 118  |
| 18   | Tommaso Ciampa      | 1      | 111  |
| 18   | Rhett Titus         | 1      | 111  |
| 20   | Atlantis Jr.        | 1      | 106  |
| 21   | Punishment Martinez | 1      | 105  |
| 22   | Tomohiro Ishii      | 1      | 79   |
| 23   | Tony Deppen         | 1      | 72   |
| 24   | Brian Cage          | 1      | 69   |
| 25   | Nick Wayne          | 1      | 87+  |
| 26   | El Generico         | 1      | 48   |
| 27   | Tracy Williams      | 1      | ~35  |
| 28   | Dalton Castle       | 1      | 20   |
| 29   | Minoru Suzuki       | 1      | 12   |
| 30   | Will Ospreay        | 1      | 2    |